# Бои за Лутугино
Бои за Лутугино — серия боёв между украинскими войсками и вооружёнными силами самопровозглашённой ЛНР во время вооружённого конфликта на востоке Украины за контроль над городом Лутугино. В ходе боёв вооружёнными силами Украины осуществлялась задача деблокады Луганского аэропорта.

## Хронология

### Официальная версия Украины
20 июля украинская армия и бойцы добровольческого батальона Айдар зашли с танками в район поселка Георгиевка в 3 км от въезда в Луганск. По словам местных жителей, военные уничтожили две установки "Град", из которых боевики обстреливали аэропорт. Первым сорвал флаг ЛНР на блокпоста противника боец батальона «Айдар» Алексей Лепкалюк, который вскоре погиб, взорвавшись на управляемом фугасе. Айдаровцам первого взвода 8-й сотни и подразделения «Холодный Яр» удалось пробить коридор в Георгиевку, по которому военным в Луганском аэропорту доставили продовольствие и патроны.
21 июля пророссийские формирования ушли в контратаку, прикрываясь танками. В 8 часов утра во время боя под Георгиевкой погибли члены разведгруппы Владимир Муха, Геннадий Тома и Олег Михайлов. От попадания танкового снаряда погибли Николай Королько и Павел Ящук. Ранение получил солдат батальона «Айдар» Роман Луцюк
27 июля украинские силы установили контроль над Георгиевкой и Лутугиным. В течение суток подразделения батальона «Айдар» участвовали в трех разных операциях. В каждой из групп есть потери, в тот день батальон потерял погибшими 12 бойцов, включая командира роты подполковника Сергея Ковригу.
20 августа 2014 года две воздушно-десантные роты 234 ДШП РФ вместе с отдельными контрактниками 104 ДШП РФ, а также усиленные 6-8 танками 35 ОМСБр, выбили украинских военных 24 ОМБр из блок-постов «Гагарин» и «Продвижение», которые были развернуты на высоту под Георгиевкой.
Украинское командование понятно, что бой идет с регулярными подразделениями российской армии и вызвало воздушную поддержку. Вылетело две пары Ми-24 из состава 7-й Отдельной бригады армейской авиации. После того как первая пара отработала по высоте, занятой российскими подразделениями, за неимением координации вторая пара отправилась туда же, и один Ми-24П был сбит. Характер поражения вертолета и анализ видеосъемки показал, что вертолет, вероятно, был сбит с ЗРГК «Панцирь». Погибли майор Олег Бирюк и капитан Антон Родионов.
После вылета авиации, по высоте прямой наводкой открывает огонь артиллерия 30 ОМБр. Десантники  234 ДШП РФ начали нести потери — погиб командир роты капитан Антон Короленко и взвод десантников. Российские силы были вынуждены отступить, оставив командирский БМД-2К ( б/н 275)  на высоте «Гагарин», и БМД-2 ( б/н 284)  и грузовик КамАЗ с боеприпасами на посту«Продвижение». В бою погибли младшие сержанты 24-й бригады Сергей Билоус и Николай Штында.
28 августа сепаратисты пытались совершить прорыв под Георгиевкой, обстреливали украинские позиции из «Градов», задействовали танки; Лейтенант Руслан Филипсонов под обстрелом смог спасти жизнь шести раненых собратьев, сам был тяжело ранен.
30 августа на блокпост 80-й аэромобильной бригады въехал бензовоз с российскими военными. По словам заместителя командира роты Андрея Козачука, он держал бензовоз под прицелом ручного гранатомета, и россияне сдались в плен. Один из пленных – прапорщик Владимир Бураков, техник взвода 104-го десантно-штурмового полка РФ.
1 сентября спецназовцы подразделения МВД «Шторм» вышли из окружения возле Георгиевки без потерь при этом был обеспечен выход колонны из 62 единиц техники, в том числе захваченный БМД и более 50 автомобилей с жителями Георгиевки и Лутугиного.

### Версия ЛНР
14 июля 2014 года украинская колонна снабжения попала в засаду, организованную сепаратистами ЛНР. В результате боя украинским войскам были нанесены значительные потери: сгорел танк Т-64БМ «Булат» (погиб механик-водитель), были уничтожены бронетранспортёр и грузовик. Техника ВСУ была уничтожена бойцами ЛНР из РПГ. В ходе боя погибло не менее 6 солдат ВСУ.
21 июля в Лутугино для поддержки ЛНР прибыло 3 подразделения. Из Белореченского взвод казаков «Колыбабы» (позывной «Хохол»), из Алчевска «2-й взвод батальона имени Александра Невского» под командованием «Ганса» (позывной), а также 2 взвода отдельной сотни «Че Гевары» (позывной). Колыбаба занял позицию перед Георгиевским блокпостом, занятым украинскими войсками, Ганс — северную окраину Лутугино, Сотня Че Гевары — восточную. Через три дня 2 взвод бросил свои позиции и вернулся в Алчевск.
27 июля Вооружённые силы Украины пошли на штурм Лутугино. Батальон «Айдар» при поддержке бронетехники и артиллерии 30-й ОМБр окружил в Георгиевке половину подразделения Колыбабы. В результате контратаки отдельной сотни украинские военные понесли большие потери. Как написано на странице «Айдара» в Фейсбуке, от огня снайперов и миномётчиков сразу погибло 8 человек и следом 3 человека погибли от огня противотанкового ружья и произвольного выстрела украинского танка по своему танку. В результате второй контратаки, которую возглавил лично прибывший к месту боя Колыбаба, вылившуюся во встречный бой роты «Айдара» без бронетехники и 10 бойцов ЛНР, погиб со стороны ЛНР шедший первым Колыбаба, а также пулеметчик Максим Колмаков. Украинская сторона тоже понесла значительные потери. С выходом казаков, попавших в окружение, произошла третья стычка. Почти одновременно солдаты ВСУ попали в 2 следующие засады, которые устроили бойцы ЛНР Колыбабы в районе промзоны и сотня Че Гевары в южной части Лутугино, после чего обе группы под артиллерийским огнем совершили прорыв без потерь из окруженного уже города. Солдаты ЛНР отошли к Красному Лучу и Ровенькам.
31 августа после корректировки огня батарей РСЗО "Град" и пушек 2-го казачьего батальона находившейся на территории завода валков украинской 80-й отдельной аэромобильной бригаде был нанесён сокрушительный урон. Так, на территории завода и железнодорожного переезда было уничтожено более 46 единиц бронетехники, а также масса автотранспорта. Во второй половине дня огнём артиллерии 2-го казачьего батальона был уничтожен блокпост на южной стороне Лутугино при выезде в Лесное. В 15:40 блокпост заняли военные ЛНР нескольких подразделений, после чего в город устремились разведка батальона «Святого Георгия» — 3 человека — и 46 бойцов сотни Че Гевары. Одновременно с ними через Успенку наступало казачье подразделение «Хохол» — 11 человек под командованием Пархома (позывной). В 19:00 все блокпосты Лутугино были заняты бойцами ЛНР. На заводе было взято свыше 40 тонн боеприпасов, а также одна установка "Град", 2 танка, 7 БМП и один МТ-ЛБ, одна ЗУ-23-2 и 12 ПТУР "Фагот", более 200 одноразовых гранатомётов и многое другое. В ночь на 1 сентября из Круглика через Успенку прорвалась группа айдаровцев, а со стороны аэропорта на переезд вышла колонна солдат ВСУ, после боестолкновения колона была разоружена. 2 автомобиля из колонны, в которых были убитые и раненые из аэропорта а также пленные, были отпущены.

## Последствия
Весь Лутугинский район с 2014 года находится под контролем самопровозглашённой ЛНР.
Боевые действия унесли жизни более чем 80 местных жителей. В результате боевых действий Лутугинскому району были нанесены многочисленные разрушения. Уничтожены полностью или непригодны для жизни около 300 домов, а повреждено свыше тысячи.